# Химическое потребление кислорода
Химическое потребление кислорода (ХПК) — показатель содержания органических веществ в воде, выражается в миллиграммах кислорода (или другого окислителя в пересчёте на кислород), пошедшего на окисление органических веществ, содержащихся в литре (1 дм³) воды. Является одним из основных показателей степени загрязнения питьевых, природных и сточных вод органическими соединениями (в основном антропогенного или техногенного характера). Определяется различными лабораторными методами.

## Теоретическое значение и практические методы
Теоретическое значение химического потребления кислорода формально определяется как такая масса окислителя в пересчёте на кислород, выраженная в мг/л, при которой весь углерод, водород, сера, фосфор и другие элементы (кроме азота), если они присутствуют в органическом веществе, окисляются до CO2, H2O, P2O5, SO3, а азот превращается в аммонийную соль. 
Практические методы, применяемые в лабораториях для оценки загрязнения воды органическими соединениями, дают значения близкие к теоретическому определению, однако могут отклоняться в какую-либо из сторон. Например, если вода содержит неорганические восстановители, то их концентрации придется определять дополнительно, специальными методами, и вычесть из полученного значения ХПК. В сфере водоподготовки и для оценки загрязнённости относительно чистых природных вод обычно используется перманганатный метод — окисление пробы воды раствором перманганата калия в серной кислоте. Показатель, получаемый для оценки ХПК перманганатным методом называется перманганатная окисляемость.
Так как перманганат калия — недостаточно сильный окислитель, то для оценки концентраций органических загрязнений в сфере водоотведения и для существенно загрязнённых природных вод рассчитывается бихроматная окисляемость — посредством окисления бихроматом калия. Стандартизованные методы предусматривают обработку пробы воды серной кислотой и бихроматом калия при определённой температуре в присутствии катализатора окисления — сульфата серебра, а для снижения влияния хлоридов в пробу добавляется сульфат ртути(II); значение показателя определяется посредством измерения оптической плотности обработанного раствора при заданном значении длины волны.
Термин «COD» (англ. Chemical Oxygen Demand), используемый в англоязычной литературе, обычно подразумевает химическое потребление кислорода, полученное бихроматным методом.

## Назначение и использование
Показатель используется для нормативной оценки качества воды в природных водоёмах и в сфере водопользования. Например, в России установлен предельно допустимый показатель ХПК для водоёмов питьевого и хозяйственно-бытового водоснабжения на уровне 15 мг/л, для водоёмов рекреационного водопользования и находящихся в черте населённых пунктов — 30 мг/л (определяется бихроматным методом), для питьевой водопроводной воды показатель ХПК, определяемый перманганатным методом, не должен превышать значение 5 мг/л.